# Paula Czerwińska
Paula Czerwińska z domu Słonecka (ur. 9 kwietnia 1992 w Międzyrzecu Podlaskim) – polska siatkarka, grająca na pozycji przyjmującej. 
Jej mężem jest Mateusz Czerwiński. W latach 2016–2018 był asystentem trenera Alessandro Chiappini w drużynie Trefl Proxima Kraków. Również pełnił funkcję II trenera w latach 2018-2020 w zespole Enea PTPS Piła.

## Sukcesy klubowe

### młodzieżowe
Mistrzostwa Polski Juniorek:
- 2011

### seniorskie
I liga:
- 2022[5]